# James Pyle Wickersham Crawford
James Pyle Wickersham Crawford (* 19. Februar 1882 in Lancaster (Pennsylvania); † 22. September 1939 in Lancaster (Pennsylvania)) war ein US-amerikanischer Romanist und Hispanist.

## Leben und Werk
Crawford studierte bei Hugo Albert Rennert an der University of Pennsylvania in Philadelphia, ferner in Grenoble, Madrid und Freiburg. Er promovierte 1906 mit der Arbeit The life and works of Christóbal Suárez de Figueroa (Philadelphia 1907; spanisch: Valladolid 1911) und wurde 1914 Professor an der University of Pennsylvania.
Von 1920 bis 1924 war Crawford Herausgeber der Zeitschrift Modern Language Journal. Er war Begründer und erster Herausgeber der Zeitschrift Hispanic Review (1933).
Seit 1929 war er gewähltes Mitglied der American Philosophical Society. 1938 wurde Crawford in die American Academy of Arts and Sciences gewählt.

## Weitere Werke
- Spanish composition, New York 1910
- (Hrsg.) Comedia á lo pastoril para la noche de navidad. A spanish religious play of the sixteenth century, New York 1911
- The Spanish pastoral drama, Philadelphia 1915, Folcroft 1974, Norwood 1976, Philadelphia 1977
- A first book in Spanish, New York 1918
- Spanish drama before Lope de Vega, Philadelphia 1922, 1937, 1968, Westport 1975
- Temas españoles, New York 1922
- (Hrsg.) Benito Pérez Galdós, Marianela, Boston 1926
- (Hrsg.) Los Abencerrajes, New York 1928
- (Hrsg.) Gil Blas de Santillana, New York 1929
- Un viaje por España. Intermediate Spanish composition and grammar review, New York 1931
- (Hrsg.) El sombrero de tres picos, New York 1935